# بول يونش
بول يونش (بالإسبانية: Pol Llonch) (7 أكتوبر 1992 ببرشلونة في إسبانيا - ) هو لاعب كرة قدم إسباني في مركز الوسط. لعب مع نادي أوسبيتاليت ونادي جيرونا وإسبانيول ب.

## وصلات خارجية
- بول يونش على موقع قاعدة بيانات كرة القدم.إي يو (الإنجليزية)
- بول يونش على موقع Soccerway.com (الإنجليزية)
- بول يونش على موقع عالم كرة القدم.نت (الإنجليزية)
- بول يونش على موقع AS.com (الإسبانية)